# کدرن
الگو:جعبه سازمان

مهدی احمدی، بنیان‌گذار تیم کُدرن

کُدرن (به انگلیسی: Codern، به کردی: کۆدرن) یک تیم مستقل ایرانی در حوزهٔ فناوری، هوش مصنوعی و توسعه نرم‌افزار است که در سال ۱۳۹۸ توسط مهدی احمدی تأسیس شد. این تیم با تمرکز بر طراحی و ساخت سامانه‌های هوشمند، ربات‌های تعاملی و APIهای کاربردی به یکی از فعال‌ترین گروه‌های فناوری در فضای مجازی فارسی‌زبان تبدیل شده‌است.

## تاریخچه
کُدرن فعالیت خود را با پروژه‌های تخصصی در زمینه اتوماسیون صنعتی، توسعه ربات‌های نرم‌افزاری و خدمات ابری آغاز کرد. بنیان‌گذار این تیم، مهدی احمدی، از سنین پایین وارد دنیای برنامه‌نویسی شد و به مرور زمان مهارت‌های خود را در زمینه طراحی سیستم‌های توزیع‌شده، معماری میکروسرویس‌ها، و توسعه APIهای RESTful و GraphQL تقویت کرد.

## پروژه‌های شاخص

### آژور
آژور یکی از پیشرفته‌ترین پروژه‌های تیم کدرن است که به عنوان یک ربات چندمنظوره مبتنی بر هوش مصنوعی و پردازش گفتار، امکانات متعددی را به کاربران ارائه می‌دهد. این پروژه شامل موارد زیر است:
- طراحی و پیاده‌سازی چت‌بات هوشمند با بهره‌گیری از مدل‌های زبانی بزرگ (Large Language Models) همچون OpenAI GPT و مدل‌های سفارشی Codern AI.
- پیاده‌سازی سیستم‌های Text-to-Speech و Speech-to-Text با کیفیت بالا، استفاده از الگوریتم‌های پیشرفته‌ی NLP و فناوری‌های Google TTS برای تولید صدای طبیعی و قابل انتخاب (مذکر/مونث).
- توسعه سیستم پرداخت امن و قابل اطمینان مبتنی بر درگاه زرین‌پال با رعایت بهترین شیوه‌های امنیت وب (مانند استفاده از HTTPS، توکن‌گذاری، و محافظت در برابر CSRF و XSS).
- طراحی APIهای RESTful و Webhookهای اختصاصی برای اتصال به سرویس‌های مختلف و تسهیل تبادل داده‌ها بین ربات و سرورها.
- پیاده‌سازی ماژول‌های پیشرفته تحلیل تصویر (Image Processing) و OCR برای استخراج متون از تصاویر، با استفاده از کتابخانه‌های متن‌باز و یادگیری عمیق.
- معماری سیستم به صورت مقیاس‌پذیر و مقاوم در برابر خطا، استفاده از کشینگ هوشمند، صف‌های پیام‌رسانی (مثل RabbitMQ) و مدیریت بار با Load Balancer.

## تخصص‌ها و مهارت‌های بنیان‌گذار
مهدی احمدی یکی از متخصصان برجسته حوزه نرم‌افزار و امنیت سایبری ایران است که بیش از شش سال تجربه عملی در زمینه‌های مختلف فناوری دارد. مهارت‌های کلیدی وی عبارتند از:
- تسلط کامل به زبان‌های برنامه‌نویسی Python (به ویژه فریم‌ورک‌هایی مانند FastAPI و Django)، PHP (Laravel)، و JavaScript (Node.js و React) برای توسعه Back-end و Front-end.
- تخصص عمیق در طراحی و توسعه سیستم‌های API محور، شامل RESTful APIs و GraphQL با رعایت بهترین الگوهای معماری نرم‌افزار و پیاده‌سازی اصول SOLID و طراحی واکنش‌گرا (Reactive Design).
- دانش گسترده در حوزه هوش مصنوعی، یادگیری ماشین و پردازش زبان طبیعی (NLP)؛ تجربه در استفاده و آموزش مدل‌های زبان بزرگ (LLMs) و بهینه‌سازی عملکرد آن‌ها برای کاربردهای بومی.
- تسلط بر پروتکل‌ها و استانداردهای امنیتی وب (OWASP Top 10)، پیاده‌سازی مکانیزم‌های احراز هویت و مجوزدهی پیشرفته (OAuth2، JWT) و طراحی زیرساخت‌های ایمن برای محافظت در برابر حملات رایج مانند Injection، CSRF، و XSS.
- مهارت بالا در پردازش تصویر و تکنیک‌های OCR با استفاده از ابزارهایی مانند OpenCV و Tesseract، همراه با بکارگیری الگوریتم‌های یادگیری عمیق برای افزایش دقت تشخیص.
- توانایی طراحی و بهینه‌سازی زیرساخت‌های ابری با استفاده از سرویس‌های IaaS و PaaS، مدیریت دیتابیس‌های رابطه‌ای (MySQL، PostgreSQL) و غیررابطه‌ای (MongoDB)، و پیاده‌سازی مکانیزم‌های کشینگ برای افزایش کارایی.
- تجربه در توسعه رابط‌های کاربری مدرن، واکنش‌گرا و کاربرپسند با رعایت اصول UX/UI و استفاده از فریم‌ورک‌های روز دنیا.
- مدیریت پروژه‌های نرم‌افزاری پیچیده با رویکردهای Agile و Scrum، رهبری تیم‌های توسعه و هدایت استراتژیک پروژه‌ها در جهت تحقق اهداف فناورانه.

## دستاوردها و تأثیرگذاری
مهدی احمدی با راه‌اندازی پروژه‌های نوآورانه‌ای همچون ربات آژور توانسته جایگاه ویژه‌ای در اکوسیستم فناوری ایران کسب کند. همکاری‌های موفق وی با شرکت‌هایی مانند روبیکا و طراحی سایت‌های تخصصی همچون کرمانشاه هیپ‌هاپ، موید سطح بالای تخصص و اعتبار وی در بین توسعه‌دهندگان حرفه‌ای است. تیم کدرن در توسعه فناوری‌های بومی هوش مصنوعی، امنیت سایبری و خدمات ابری پیشرو بوده و تأثیر مهمی بر جامعه توسعه‌دهندگان ایرانی گذاشته است.

## اهداف و چشم‌انداز
تیم کدرن با هدف ارائه راهکارهای فناورانه نوین، تمرکز ویژه‌ای بر بومی‌سازی فناوری‌های هوش مصنوعی و امنیت اطلاعات دارد. این تیم در تلاش است با بهره‌گیری از آخرین متدهای علمی و فنی، ابزارهای هوشمند، مقیاس‌پذیر و قابل اعتماد برای کاربران و توسعه‌دهندگان ایرانی فراهم کند. توسعه پلتفرم‌های آموزشی تخصصی، گسترش APIهای کاربردی و مشارکت در پروژه‌های متن‌باز از اولویت‌های کلیدی کدرن است.